# Rebels del swing
Rebels del swing(títol original: Swing Kids) és una pel·lícula estatunidenca dirigida per Thomas Carter el 1993, l'acció de la qual té lloc a la vetlla de la Segona Guerra mundial. Ha estat doblada al català.

## Argument
Hamburg 1939. L'Alemanya nazi entra en guerra i recluta entre el jovent alemany. Però un grup de joves, els Swing Kids, es rebel·larà mitjançant d'una música compassada vinguda dels Estats Units i s'atrevirà a oposar-se a les poderoses autoritats que els envolten. Peter i Thomas, dos Swing Kids amb talent i influents, després d'un robatori de ràdio hauran de comprometre's amb les joventuts hitlerianes. Els dos amics hauran de triar entre la seva pròpia llibertat o la lleialtat al Tercer Reich.

## Repartiment
- Robert Sean Leonard: Peter Müller
- Christian Bale: Thomas Pastor
- Kenneth Branagh (no surt als crèdits): Herr Knopp
- Frank Whaley: Arvid
- Barbara Hershey: Frau Müller
- Julia Stemberger: Frau Linge.
- Tushka Bergen: Evey
- David Tom: Willi
- David Robb: Dr. Pastor
- Noah Wyle: Emil
- Jayce Bartok: Otto
- Johan Leysen: Herr Schumler
- Douglas Roberts: Hinz
- Martin Clunes: Bannfuhrer
- Jessica Stevenson: Helga
- Carl Brincat: HJ Thug
- Mary Fogarty: Mama Klara
- Karel Belohradsky: Bismarck Owner
- Peter Baikie: Bismarck Bandleader
- Jennifer Chamberlain: Swing Girls amb Thomas
- Lucie Vackarova: Swing Girls amb Peter
- Katerina Dankova: Amiga d'escola de Evey
- Magdalena Chrzova: Amiga d'escola de Evey

Ballarins
Liam Burke, Sven Daum, Gregorey Garrison, Ulf Garrizmann, Idal Getinkaya, Ines Göritz, Bettina Heyroth, Dita Kalibova, Dana Kopacova, Britta Krause, Ivan Landa, Tomas Mesner, Anna Montanaro, Cathy Murdoch, Vaclav Muska, Melinda O'Connor, Julie Oram, Tessa Pattani, Lenka Pesatova, Simon Shelton, Tini Stoll, Pavel Svoboda, Freya Tampert, Klara Vejvodova

## Premis
Un premi American Choreography per Otis Sallid per les coreografies del film.

## Cançons al film
- Life Goes To a party, Harry James i Benny Goodman
- Jumpin at the woodside, Count Basie
- Shout and feel it, Count Basie
- It dont't mean a thing (If it aint got that swing), escrita per Duke Ellington i Irving Mills, interpretada per Billy Banks
- Taint what you do (It's the way that cha do it), escrita per Sy Oliver i James Young, interpretada per Jimmie Lunceford i la seva orquestra.
- Polka Parade, Chris Boardman
- Harlem, escrita per Eddie Carroll, interpretada per Teddy Foster
- Militarmarsch, G. Trede
- Zum Volksfest, Pàg. Larare
- Swingtime in the rockies, escrita per James Mundy i Benny Goodman, interpretada per Benny Goodman
- Sing, sing, sing (With a sing), Louis Prima, interpretada per Benny Goodman
- Flat futbol floogee, escrita per Slim Gaillard, Bud Green i Slam Stewart, interpretada per Benny Goodman
- Daphne, Django Reinhardt
- Beethoven's Piano Trio in B flat major, OP 97, Archiduke interpretada per Alfred Cortot, Jacques Thibaud i Pau Casals
- Obertura: Tristant and Isolde, Richard Wagner

## Parer i comentaris
« A la vetlla d'una guerra mundial, cal escollir entra caminar al pas al so d'una música o dansar al so d'una altra… » (DVD)
- Christian Bale, actor (Thomas Pastor al film): "Swing Kids és també, i sobretot, un film sobre l'amistat. Peter i Thomas fan tries divergents que progressivament els van allunyar un de l'altre. Thomas no resisteix pas a la seducció de les Joventuts hitlerianes, es deixa corrompre per la ideologia del Partit i esdevé un engranatge de la màquina nazi. Però l'amistat que el lliga a Peter acabarà per triomfar.[3]
- Robert Sean Leonard, actor (Peter Muller al film): Swing Kids comença el 1939, abans la invasió de Txecoslovàquia i de Polònia. Peter, com molts joves, no té una consciència política aguda, encara que endevina el que passa al país. Està dividit entre el swing, qui li permet esclatar", i la fidelitat de servir la seva pàtria sotmetent-se. Aquestes dues temptacions són igualment poderoses i només després d'haver descobert la verdadera naturalesa del nazisme Peter farà una tria."[3]
- Jonathan Marc Feldman (guionista del film): "Una rebel·lió juvenil pot desembocar en una revolta autèntica? Aquesta és la qüestió que em poso descobrint l'existència d'aquest moviment contestatari, nascut sota el règim nazi, i que es va anomenar Swing Kids. Aquests joves em van aparèixer com el símbol de la força de l'ànima humana: si una revolta ha pogut expressar-se en un context tan opressiu, no ens podem permetre totes les esperances?"[3]
- "És lamentable que aquest tema hagi estat tractat amb tant poca imaginació i originalitat. La posada en escena de Swing Kids és l'exemple sorprenent d'un cert estàndard americà, que lliga neteja i classicisme a la imatge i la direcció d'actor, i absència total de presa de risc en la tria del guió i de l'angle escollit per tractar el tema. Aquí, els "Swing Kids" són els bons: són guapos, nets, ballen bé i no reneguen. Tot el contrari dels dolents "J4" cruels i estúpids, molt europeus… Però l'interès del film no es limita a aquest debat històric, sinó més aviat en la qualitat dels seus passatges musicals i ballats. Allà, el swing s'ho emporta tot i només deixa un penediment: la raresa d'aquests moments."[4]